# Moneda de cinco pesos mexicanos
La Moneda de cinco pesos es la tercera denominación más alta de monedas comunes de peso mexicano. En el anverso, como todas las monedas de peso mexicano, tienen el Escudo Nacional con la leyenda "ESTADOS UNIDOS MEXICANOS", formando el semicírculo superior. El reverso, como motivo principal tiene el número "5" y en el anillo perimétrico una estilización del Anillo de las Serpientes de la Piedra del Sol, también llamada Calendario Azteca.
Al tener todas las monedas el Escudo Nacional en el anverso, comúnmente la gente piensa que este es el reverso, ya que, es raro que toda una serie de monedas tengan el mismo diseño como anverso; pero según el Banco de México oficialmente la cara del Escudo Nacional, coloquialmente llamada "Águila", es el anverso.

## Composición Metálica
1. Parte central de la moneda: Aleación de bronce-aluminio.
- 92% de cobre;
- 6% de aluminio;
- 2% de níquel.
- Peso de 3.25 gramos.

2. Anillo perimétrico de la moneda: Aleación de acero inoxidable.
- Entre 16% y 18% de cromo
- 0.75% de níquel
- 0.12% de carbono
- 1% de silicio
- 1% de manganeso
- 0.03% de azufre
- 0.04% de fósforo
- lo restante es Hierro
- eso será de 3.82 gramos.

## Otras denominaciones
| 10¢ | 20¢ | 50¢ | $1 | $2 | $5 | $10 | $20 |
| --- | --- | --- | -- | -- | -- | --- | --- |
|     |     |     |    |    |    |     |     |